# ملكية خاصة
الملكية الخاصة هي مصطلح قانوني يدل على حيازة الملكية من قبل شخصيات معنوية غير حكومية. وتختلف الملكية الخاصة عن الملكية العامة التي تكون مملوكة من قبل جهة تابعة للدولة، وتختلف أيضًا عن الملكية الجماعية (أو التعاونية) التي تكون مملوكة من قبل مجموعة من الجهات غير الحكومية. يمكن للملكية الخاصة إما أن تكون ملكية منقولة (سلعًا استهلاكية) أو سلعًا رأسمالية. والملكية الخاصة مفهوم قانوني يُحدد ويُفرض بواسطة النظام السياسي لدولة ما.

## لمحة تاريخية

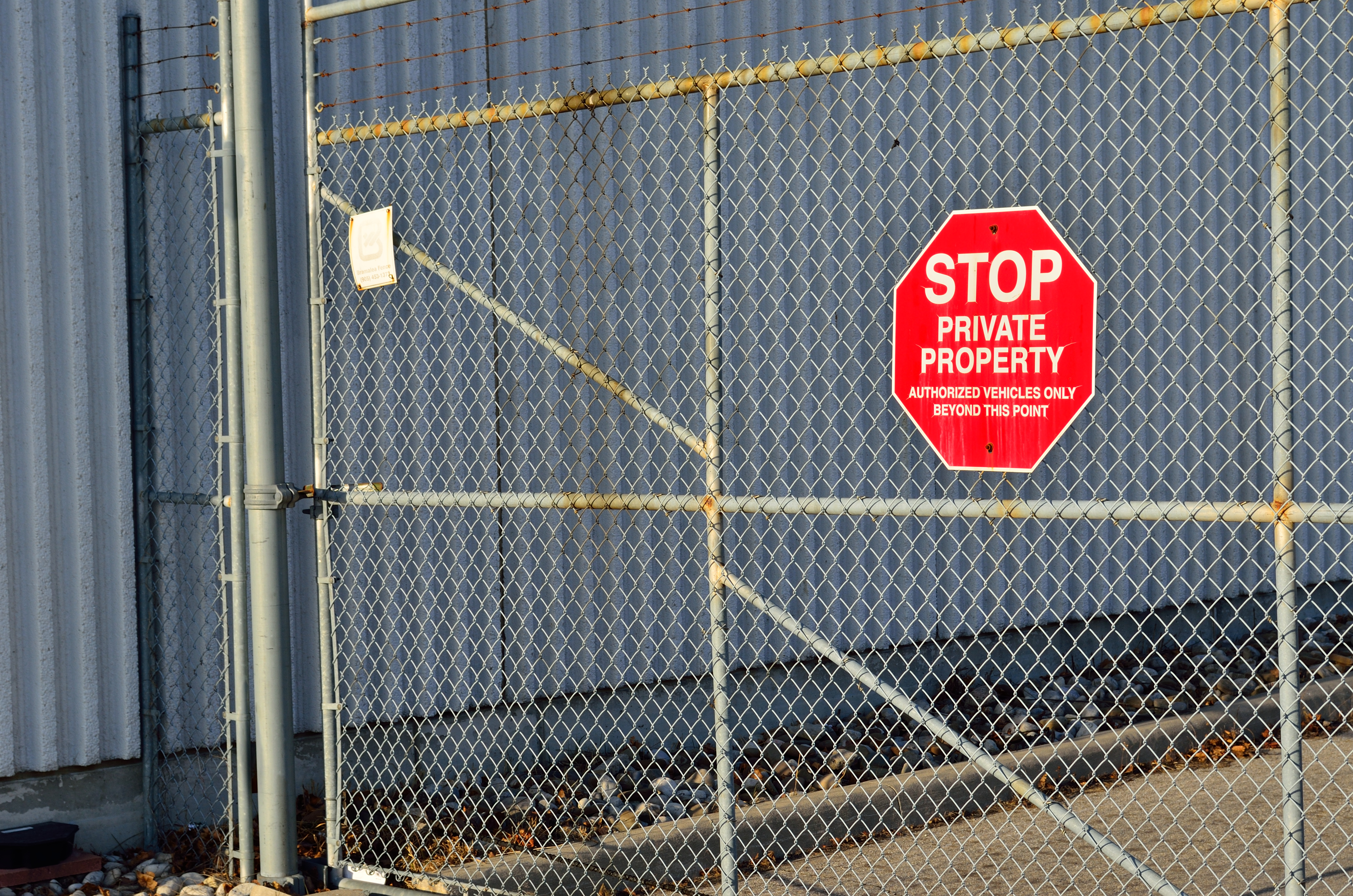
بوابة تحمل علامة (توقف ملكية خاصة) باللون الأحمر

يعود تاريخ الأفكار والمناقشات المتعلقة بالملكية الخاصة إلى عهد أفلاطون على الأقل. وقبل القرن الثامن عشر، كان الناطقون بالإنجليزية يستخدمون مفردة «الملكية» بشكل عام للدلالة على الملكية العقارية. وفي إنجلترا، حظيت مفردة «الملكية» بتعريف قانوني في القرن السابع عشر، وقد ابتُكرت الملكية الخاصة -حالها في ذلك حال الملكية التجارية- مع صعود الشركات التجارية الأوروبية الكبرى في القرن السابع عشر.
رافقت مسألةَ تسييج الأراضي الزراعية في إنجلترا، لا سيما كما نُظّر لها في القرنين السابع عشر والثامن عشر، جهودًا في الفكر الفلسفي والسياسي -من قبل توماس هوبز (1588-1679) وجيمس هارينغتون (1611-1677) وجون لوك (1632-1704) على سبيل المثال- عُنيت بظاهرة حيازة الملكية.
وفي جداله ضد مناصري المَلَكية المطلقة، بنى جون لوك مفهومه حول المُلكية باعتبارها «حقًا طبيعيًا» لم يمنحه الرب للمَلَكية بشكل حصري، في ما عُرف باسم نظرية مُلكية العمل. وقالت هذه النظرية إن المُلكية هي نتيجة طبيعية لتطور العمل وفق الطبيعة، وعليه فإن العامل -بفضل مزية أجور العمل- يصبح مؤهلًا للحصول على نتاج عمله.
وجادل لوك -متأثرا بصعود الإتجارية-  قائلًا إن الملكية الخاصة سابقة للحكومة، وعليه فهي مستقلة عنها. وميز لوك بين «الملكية المشتركة»، التي قصد بها الأرض المشتركة، وبين الملكية المتعلقة بالسلع الاستهلاكية والسلع الإنتاجية، وكانت الأخيرة تشير إلى الأراضي. وتجلت حجته الأساسية بشأن الملكية المتعلقة بالأرض في الإدارة المتطورة للأراضي ورعاية الأراضي المشاركة.
وفي القرن الثامن عشر، خلال الثورة الصناعية، فرّق الفيلسوف الأخلاقي وعالم الاقتصاد آدم سميث (1723-1790)، على نقيض لوك، بين «حق الملكية» بوصفه حقًا مكتسبًا، وبين الحقوق الطبيعية، إذ حصر سميث الحقوق الطبيعية بـ «الحرية والحياة». وسلّط سميث الضوء أيضًا على العلاقة بين الموظف ورب العمل وحدد أن المُلكية والحكومة المدنية تعتمد إحداهما على الأخرى، مشيرًا إلى أنه «يجب أن تتنوع حالة المُلكية دائمًا بتنوع شكل الحكومة». وتابع سميث ليجادل أنه من غير الممكن للحكومة المدنية أن توجد دون مُلكية، لأن الوظيفة الرئيسية للحكومة هي حماية حيازة الملكيات.
وفي القرن التاسع عشر، قدم عالم الاقتصاد والفيلسوف كارل ماركس (1818-1883) تحليلًا ذا تأثير لتطور صيغ الملكية وتاريخها وعلاقتها بقوى الإنتاج الفعلية في حقبة ما. وأثبت مفهوم ماركس حول الملكية الخاصة تأثيره على العديد مما تلاه من النظريات الاقتصادية الخاصة بالحركات السياسية الاشتراكية والشيوعية واللاسلطوية، وأفضى إلى انتشار ربط الملكية الخاصة بالرأسمالية.

## الجوانب القانونية والمتعلقة بالعالم الحقيقي
الملكية الخاصة مفهوم قانوني يُحدد ويُفرض بواسطة النظام السياسي لدولة ما، وتُسمى الجوانب التي تتعامل مع هذا الموضوع من القانون باسم قانون الملكية، ويُعد فرض قانون الملكية في ما يتعلق بالملكية الخاصة مسألة نفقات عامة.
يتولى السياق السياسي والاجتماعي الذي تُدار فيه الملكية الخاصة تحديد مدى إمكانية ممارسة المالك لحقوقه على هذه الملكية. على سبيل المثال، السرقة أمر شائع في العديد من المجتمعات، ويختلف مدى متابعة الإدارة المركزية لجرائم الملكية بشكل كبير من مجتمع إلى آخر.
يُعد الدفاع عن الملكية طريقة شائعة في التبرير يستخدمها المتهمون الذين يحاجون بوجوب عدم تحميلهم مسؤولية أي خسارة أو إصابة تسببوا فيها لكونهم تصرفوا بدافع حماية ملكيتهم، ولقد حكمت المحاكم بشكل عام بإمكانية القبول باستخدام القوة.
في بعض الحالات، قد تُفقد الملكية من أجل المصلحة العامة، فتصادَر العقارات الخاصة أو تستخدَم لغايات عامة، مثل إقامة طريق.
وعادةً ما تكون حقوق الملكية الخاصة مقيدة بتحديدات معينة، فقد تفرض الحكومة المحلية قوانين تتعلق بنوع البناء المسموح بتشييده فوق أرض خاصة (قانون البناء)، أو إمكانية هدم بناء تاريخي من عدمها.
وثمة بعض الأشكال الفريدة المميزة من الملكية الخاصة، التي يُمكن تحديدها عن طريق سندات أو شهادات الملكية. وباستطاعة المالك أن يطلب نقل الملكية الخاصة بعد موته إلى أعضاء العائلة، من خلال الميراث.